# Aleksandr Shidlovskiy
Aleksandr Georgiyevich Shidlovskiy (en russe : Александр Георгиевич Шидловский, né le 1er février 1941 à Moscou) est un joueur de water-polo soviétique (russe).

Il remporte le titre olympique en 1972.
- CIO
- Olympedia